# 中国大陆性侵犯问题
中国大陆性侵犯问题介绍中国大陆境内强奸、猥亵、非礼等与性侵犯有关的统计数据、社会现象、传媒、法律和司法实践以及与之相关的争议。其中，强奸是中国大陆2019年度第十常见的刑事犯罪。

## 统计数据
| 年份 | 批准逮捕涉嫌强奸罪犯罪嫌疑人人数 | 起诉涉嫌强奸罪犯罪嫌疑人人数 | 来源  |
| ---- | -------------------------------- | ---------------------------- | ----- |
| 2019 | 26648                            | 27070                        | [ 2 ] |

根据2011年联合国在中华全国妇女联合会（妇联）协助下于中国中部某140万人口县的调查，样本为男女各约1000人（以下简称联合国调查）：

### 比例和动机
据联合国调查，在有伴侣/曾经有伴侣的中国男性受访者中，22.2％有过強姦親密伴侶或非亲密伴侣行为，其中9.3%在近一年内有过强奸行为；就具体强奸行为细分，有19.4%为强奸亲密伴侣，8.1%为强奸非亲密伴侣，2.2%为参与轮奸。在上述有过强奸行为的男性受访者中，有25.1%首次强奸年龄小于20岁，23.2%强奸过超过1人，9%強姦过4人以上。
关于强奸的动机，在上述有过强奸行为的男性受访者中，86%认为是男性固有的性权利（male sexual entitlement），57%是出于好玩或无聊，43%是因为愤怒或惩罚，23%是因为酗酒。另外，在上述有过强奸行为的男性受访者中，对强奸有担忧或感到愧疚的占63.9%，受到来自受害人亲友等支持受害者的人的惩罚、威胁或暴力的占47.0%，没有受到法律制裁的占72.4%。此外，仅有59.2%的中国男性受访者知道有防止对女性的暴力的法律（注：例如1992年的《中华人民共和国妇女权益保障法》），该比例是所有调查国家之中最低。

### 报案和起诉率
据联合国的调查，在承认有过强奸行为的男性受访者中，24.9%曾因此被捕，15.6%曾因此被判有罪并入狱。根据最高人民检察院公开的数据，2019年当年共有27,070人被訴强奸罪，在各种刑事犯罪排第十。2021年1月-11月，4.2万人被訴强奸罪，在各种刑事犯罪排第八。2007年，全国公安机关受理的全国强奸犯罪报案总数31,833件。
以上数据说明中国大陆的强奸案报案率不高，之所以如此，是因为有的强奸犯通过给予经济补偿，用保住“清白”等理由劝阻受害者公开真相或报警，从而降低了报案率。#MeToo於2018年1月在中國大陸開始，增加了报案率。

## 社会现象

### 下乡知青

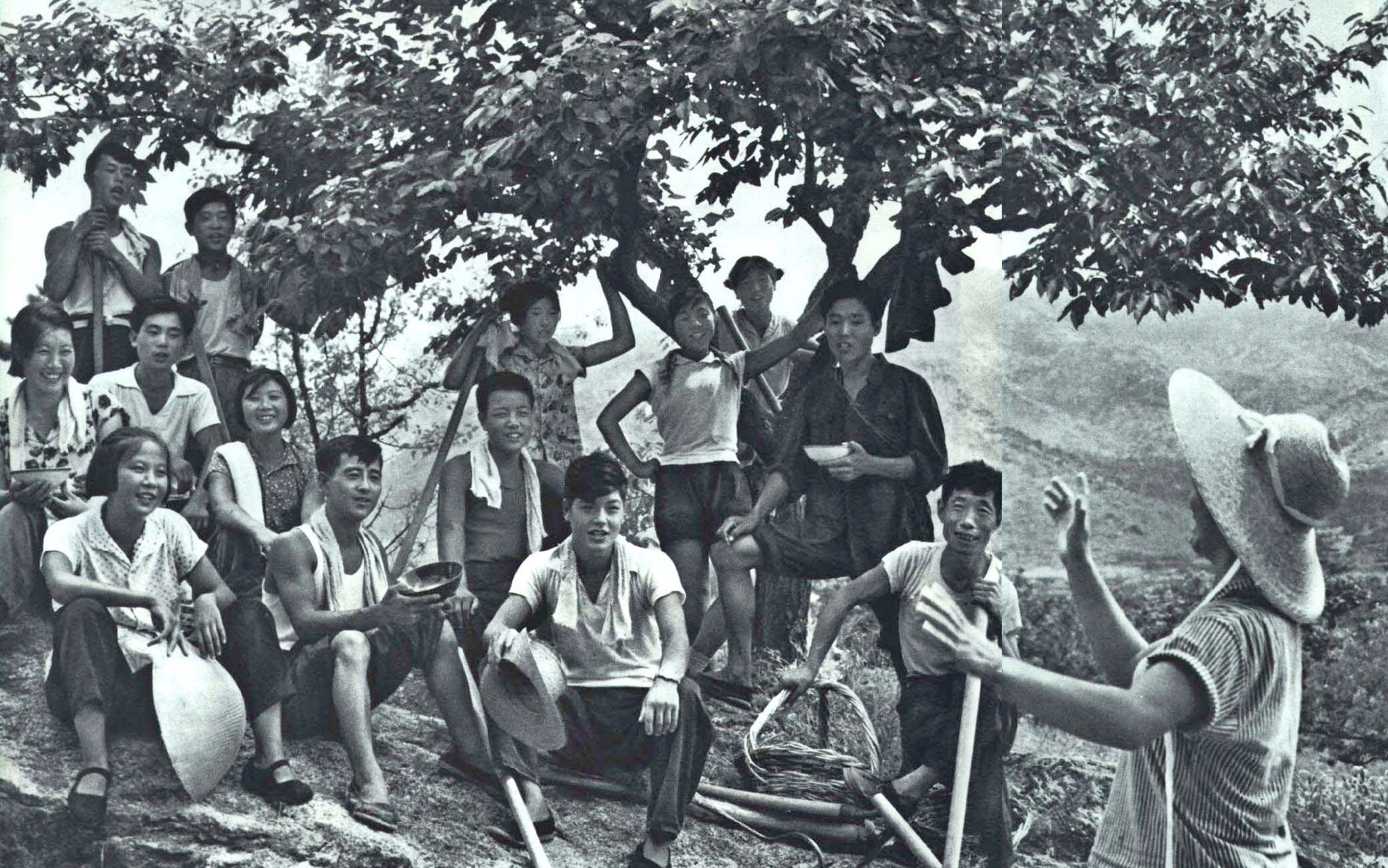
位于河北的知青农场，1972年该省发生的迫害知青的案件中94%属于奸污案

1950年代起至文化大革命结束前，党和政府号召知识青年到农村和边疆下乡插队，期间过万名女知青遭强奸。根据国务院知青办1973年的数据，自1969年以来迫害知青案件2.3万余起，其中奸污女知青案约占到70%。
文化大革命期间，占主导地位的极左思想和政治色彩浓厚的集体主义活动使得性欲成为斗私批修的批斗对象。个人的性被压迫，取而代之的是“革命理想”，婚前性行为和婚外情被认为是不道德的和值得批判的，同性恋则是非法的“流氓行为”。但在紧绷的集体政治氛围下，性欲实际上并未得到遏制反而病态滋长。文革时砸烂公检法令各地干部「权大于法」，极权专制主义盛行，知青在强权前没有保护自己免受强奸的能力。强奸者本无特定动机，但后来不少干部以从农村返回城市上大学、进工厂（知青大返城）的名额要胁，潜规则了知青。
典型案例为驻西双版纳的云南生产建设兵团一师二团张国良连长，强奸30余名女知青、猥亵17名女知青，调查组为了包庇，对受害女性做思想工作并要她们「实事求是」，至1973年李先念副总理狠批「张国良那个连长，和日本鬼子差不多......你还把他当干部......讨论来讨论去就是处理不下」，张国良才伏法。
驻农村和边疆的党政军基层干部大批涉案，涉案最高级达营长，国务院、中央軍委在黄砚田、李耀东案件通报中就曾斥责一些党政机关和干部把奸污迫害女青年的重大问题看成“生活小节”。此外有县公安机关包庇强奸女知青的已婚干部，针对女青年进行强奸案件，如果第一次女方没揭发，再次进行奸污的，罪名就由强奸变成了通奸。

### 校园性侵

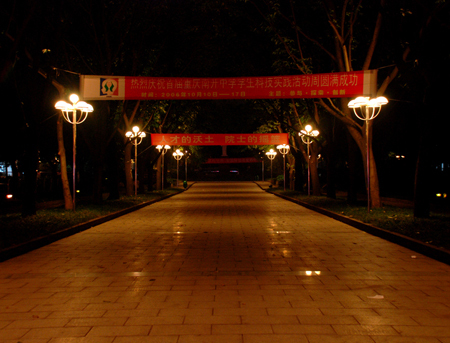
在校园性侵的案例中，许多女学生是在教室或自习室等公共场所被性骚扰，或被跟踪至僻静处强奸

中国计划生育协会于2020年调查了54,580名大学生，结果显示2.78%的首次性行为系「被迫或基本被迫」，8.51%表示「被迫的比例更大一些」，两者合计11.29%。韦婷婷于2016年调查了6,592名大學生，其中3.9%曾被強姦。
受害女大学生不报警或不向校方检举的原因为包括怕校园舆论、知道不会有结果、怕影响前途、怕媒体曝光等（据2018年对南京大学学生的调查）。
梁岗强制猥亵案引起了公众对男学生遭性侵的关注。该案是中国首例进入刑事司法程序的男性教师“大面积猥亵14周岁以上男性学生”的案件。

### 婚内强奸
婚内强奸是在中国大陆學術界最受研究的强奸议题。1989-1999年的《中国两万例性文明調查报告》（由刘达临教授主持），「強迫妻子過性生活的佔調查總數的2.8%，受害婦女的絕對人數有幾百萬之多。」。
2020年7月，上海男子方某将妻子下药迷晕后，邀请张某一起对其妻进行强奸，并将三人性交视频分享他人。

### 职场性侵
北京众泽妇女法律咨询服务中心的调查显示，在职场中，40%的女性曾在工作岗位上遭遇性骚扰，其中80%的骚扰者是受害人的领导，事后不到20%的受害人选择报警或检举揭发，另有54.4%则选择隐忍。男性也有可能成为职场性侵的受害者，2021年1月1日《中华人民共和国民法典》实施后，第一千零一十条将男性受害者也作为保护的对象。
一般而言，骚扰者起初会对受害人就职务晋升、加薪等进行“热心关照”，并且与被害人单独“谈心”，最终提出性方面的要求，如果被害人不从，则在工作中进行打压甚至以辞退等进行威胁，例如吴亦凡涉嫌强奸案。此外，員工在與客戶和领导就餐应酬时若拒绝喝酒，會被視為不給面子继而被强行灌酒，若领导或客户怀有非分之想，员工会在醉酒后遭遇性侵，例如阿里巴巴员工被猥亵案。

### 鬧新房
鬧新房是中國結婚的一種習俗。親戚朋友會湧入新房對新人嬉笑逗鬧，過程中新娘或伴娘被賓客非禮甚至強姦的事件時有發生，農村地區尤甚。有受害者不甘受辱，最終自殺身亡的情况亦非罕見。有見及此，已婚人家只好聘請妓女以作應對。

### 媒体报导取向
部分中国媒体被认为报导强奸案的动机和影响时经常会投射大男子主义视角，並刻划了所谓的强奸迷思，即认为受害者的某些行为（例如醉酒、穿着暴露、夜间外出等）导致了强奸的发生。

## 法律和司法争议
法律界和民间对《刑法》第236至237条针对性犯罪作出了规定，如果某项行为涉及多个罪名，取刑罚最重者进行定罪。有声音认为关于强奸和猥亵的法律条文以及相关的司法实践应当进行改动以符合当今时代的需要，本章节将就此进行介绍。
| 罪行                 | 最低量刑      | 最高量刑     |
| -------------------- | ------------- | ------------ |
| 强奸                 | 3年有期徒刑   | 死刑         |
| 负有照护职责人员性侵 | 6个月有期徒刑 | 10年有期徒刑 |
| 强制猥亵、侮辱       | 拘役          | 15年有期徒刑 |
| 猥亵儿童             | 6个月有期徒刑 | 15年有期徒刑 |

上表中仅为单项罪名的量刑，不包括数罪并罚等情形。

### 性同意
《刑法》条文定义强奸罪为「以暴力、胁迫或者其他手段强奸妇女」，是否获得女性性同意（司法实践中常称为「违背妇女意志」）没有明文载入《刑法》。司法界就此长期辩论强奸的认定应以「违背妇女意志」性交为准还是以性交时女性受到“暴力、胁迫”为准，前者的认同者认为《刑法》条文已落后于中国当代性文化的发展，应当进行修订。

### 受害人反抗与否
根据司法实践，女性「尽力反抗」是法院认定「违背妇女意志」的重要标准。而在联合国的2000人调查中，对于「女性不作肢体反抗就不算强奸」这一观点，男女受访者均各自有54%表示赞同。法学界学者对此提出批评，认为女性在面对生命危险时依旧尽力反抗往往会招致更严重的身体伤害，加重犯罪结果。

### 生殖器接触
据《刑法》条文和司法实践，认定强奸必须有男和女的生殖器官接触，使用假阳具或手指插入女阴只能控「强制猥亵」罪名，引起争议。

### 当事人性别
据《刑法》条文和司法实践，强奸的施襲者只能是男性，女性不能单独构成强奸罪，而强奸罪的受害人只能是女性。这导致針對男性的強姦及由非男性施行的强奸等成为法律盲区，只能以故意伤害等同时发生的其他犯罪行为进行单独定罪，如无其他犯罪行为甚至可能无法定罪，在社会上引起反响。直至2015年11月1日《刑法》修正案（九）实施后对强制猥亵罪做出了修订，自此施害者不为男性或受害者不为女性的违背受害人意志的性行为方被归入强制猥亵罪。

### 性同意年龄
《刑法》原先认定的性同意年龄为14周岁（低于此年龄的女性称为幼女），也就是说只要与幼女发生性行为，不论双方自愿与否均自动构成强奸罪。此外根据法释〔2000〕4号司法解释，对于已满14周岁不满16周岁的人与幼女发生性关系，情节轻微、尚未造成严重后果的，不认为是犯罪。
全国人大代表兼律师朱列玉等指出上述年龄规定太过寬鬆，应当提高。
2021年3月1日生效的《刑法》修正案（十一）对性同意年龄做出了改动：
- 若是对未成年女性有监护、收养、看护、教育、医疗等特殊职责的人员，性同意年龄改为16周岁；
- 其他情况，性同意年龄保持14周岁不变；
- 新增与10周岁以下幼女发行性关系，从重处罚的条款；

法释〔2000〕4号司法解释继续有效。